# Edmund Joensen
Edmund Joensen, född 19 september 1944 i Oyri, är en färöisk politiker (Sambandsflokkurin).
Han är bland de mest erfarna av Färöarnas nutida politiker och har varit fast medlem av Färöarnas lagting sedan 1988, och var bland annat sitt partis partiledare mellan 1990 och 2001, statsminister i två egna regeringar mellan 1994 och 1998, samt ordförande i Lagtinget mellan 2002 och 2008.
Joensen var vald till det danska Folketinget från Färöarna 1994-1998 och 2007-2015, men hade permission under den första perioden då han var statsminister på Färöarna. Han var knuten till Venstres folketingsgrupp, men avstod från att rösta i frågor gällande dansk inrikespolitik. Joensen önskar färöisk samhörighet med Danmark genom Rigsfællesskabet och önskar också att Färöarna ska bli medlem av EU på samma grunder som Åland.

## Familjebakgrund och yrkesliv
Edmund Joensen föddes i Oyri på Eysturoy som son till Poul Joensen från Oyri och Hansina (född Samuelsen) från Haldarsvík. Han är gift med Edfríð Johannesen från Norðskáli och idag bosatt i Oyrarbakki.
Efter folkskolan började han arbeta på sjön som 15-åring. 1959 anställdes han i familjens rederi- och fiskeförädlingsverksamhet, O.C. Joensen. Tio år senare blev han också involverad i havsbruket på Färöarna. Näringen var inne i en tidig fas, och växte kraftigt under 1980-talet. 1970 var han med och startade företaget Fiskaaling, där han var styrelsemedlem 1973-1994. Han var arbetsledare på fiskeanläggningen i Oyrarbakki 1978-1990, och övertog senare som direktör i familjeföretaget, och ledde detta fram tills han blev statsminister 1994. Han var medlem i säljsamverkan Føroya Fiskasøla 1984-1994, och styrelsemedlem i flera företag.

## Politiskt arbete

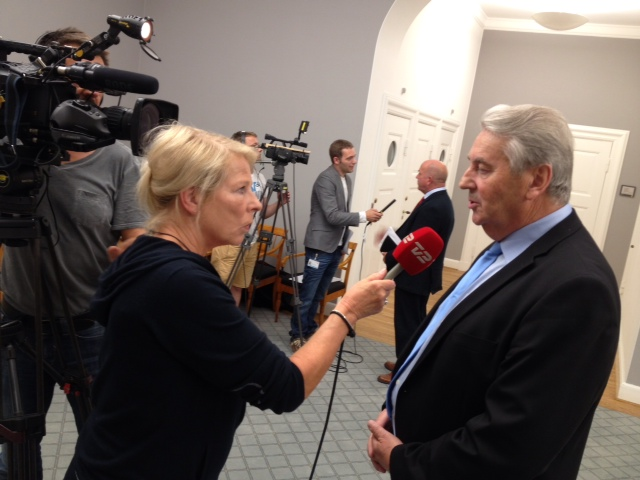
Joensen under en TV-intervju

Han var medlem i kommunstyrelsen i Sunda kommuna 1970-1980. Han valdes in i Lagtinget första gången 1988 från hemön Eysturoy. Då Pauli Ellefsen inte ställde upp i återval till Lagtinget 1990 övertog Joensen som ordförande i partiets regeringsgrupp. Året efter valdes han till partiledare för Sambandsflokkurin. Under sin första period i Lagtinget satt han som medlem av Lagtingets utrikeskommitté-, näringskommitté samt industrikommitté.
Efter flera års ekonomisk och politisk oro blev Sambandsflokkurin Färöarnas största parti med 23,4% av rösterna i lagtingsvalet 1994. Alla övriga etablerade partier gick kraftigt bakåt. Joensen kunde därmed bilda sin första regering tillsammans med Javnaðarflokkurin, Verkamannafylkingin och Sjálvstýrisflokkurin. Vid en början hade man som målsättning om att etablera en borgerlig regering med Fólkaflokkurin och två centerpartier, för att på så sätt diskutera ett färöiskt EU-medlemskap, men förhandlingarna med Fólkaflokkurin bröt samman. Samma år valdes han in i Folketinget, men lät Johannes Martin Olsen vara sin ställföreträdare. 

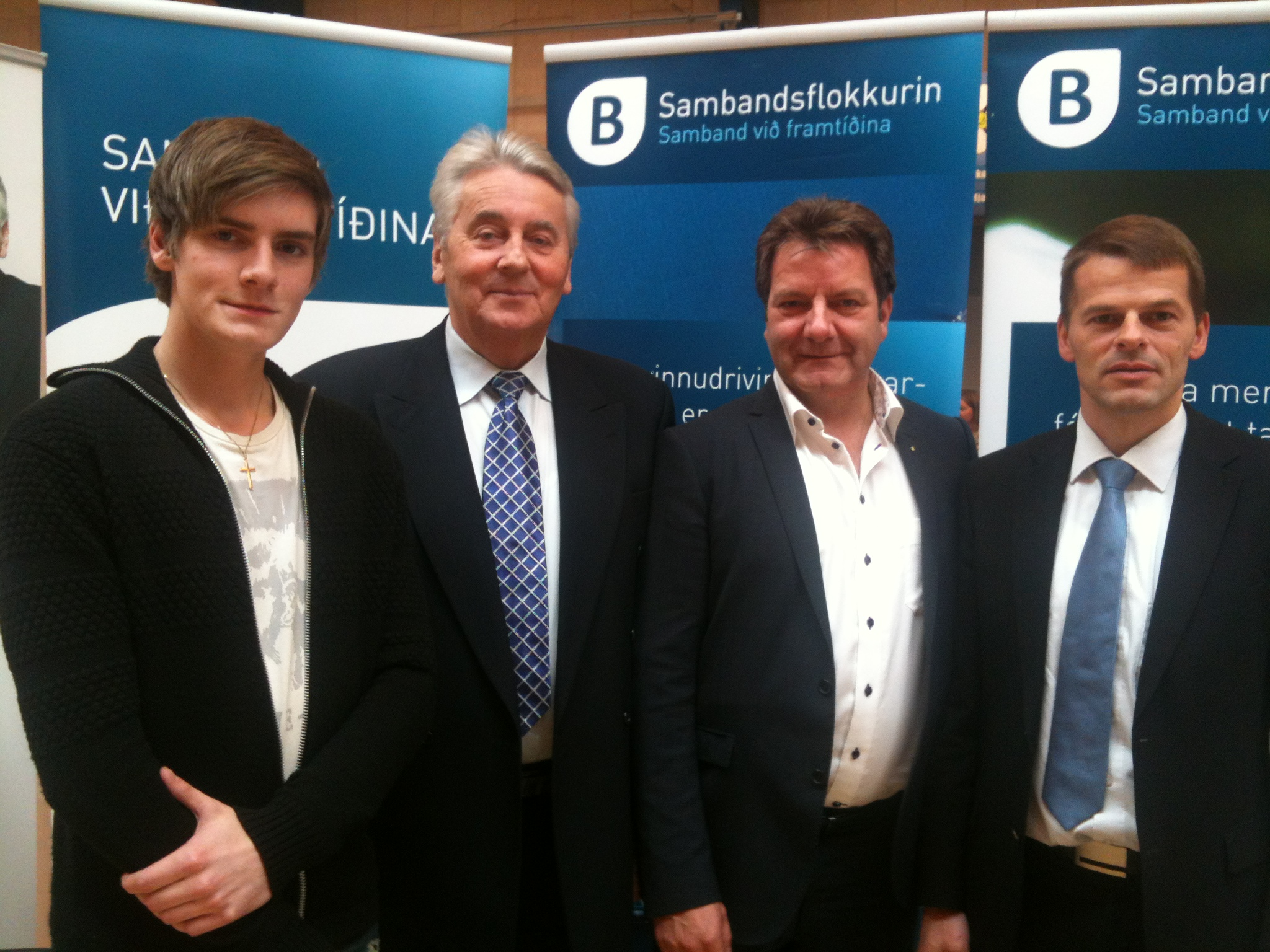
Politiker från Sambandsflokkurin

Joensens regering skulle först och främst hantera den färöiska finanskrisen. Budgetunderskotten för 1994 var beräknade till 250 miljoner kroner, och regeringen beslutade att detta inte skulle överskrida 300 miljoner under 1995. Joensen önskade sänka skattenivån för att öka färöingarnas köpkraft, men ansåg detta som svårt att genomföra. 1995 låg inkomstskatten mellan 50 och 70%. Samarbetet med Javnaðarflokkurin gick i stöpet i juni 1996 då Jóannes Eidesgaard och ett flertal i lagtingsgruppen drog tillbaka sitt parlamentariska stöd. Fólkaflokkurin ersatte Javnaðarflokkurin i hans andra regering. Sjálvstýrisflokkurin gick ur regeringen i december 1997 efter att näringsminister Sámal Petur í Grund hotade med att gå till oppositionen för att stötta ett tunnelprojekt. Regeringen behöll dock sina mandat i Lagtinget.
Joensen förlorade sitt mandat till Jóannes Eidesgaard med 176 rösters marginal vid folketingsvalet 1998, trots att halvparten av de färöiska väljarna föredrog Uffe Ellemann-Jensen som dansk statsminister, mot 9% till Poul Nyrup Rasmussen, enligt en opinionsundersökning. Joensen skrev lyste oväntat nyval till Lagtinget, något som väckte stor uppmärksamhet och politisk förvirring på Färöarna. Han ville inte längre leda de kommande förhandlingarna med Danmark om ett ersättningsbelopp i frågan om Føroya Banki, som hade diskuterats sedan finanskrisen. Joensen menade samtidigt att uttalanden om bankfrågan från Anders Fogh Rasmussen och Uffe Elleman-Jensen var orsaken till nederlaget i folketingsvalet. De färöiska regeringspartierna hade nederlag vid lagtingsvalet 1998, och Joensen återgick till nationalförsamlingen som Lagtingets tredje viceordförande, och ordförande i Lagtingets kontrollkommitté, medlem av utrikeskommittén och gruppledare.
2001 överlät han ordförandeskapet för Sambandsflokkurin till Lisbeth L. Petersen. Året efter fick partiet 26% av rösterna i Lagtingsvalet, och Joensen valdes som lagtingsordförande, en plats han behöll fram till 2008. Som lagtingsordförande tog han initiativ och ersatte de sju valkretsarna med partilistor och personröster i en valkrets. Under sin sista period i Lagtinget, 2008-2011, var han således vald under den nya ordningen på personröster. Under denna period var Joensen viceordförande i Lagtingets utrikeskommitté 2008-2011. Han har också varit medlem i Lagtingets delegation i Västnordiska rådet.
Han valdes in till Folketinget från Färöarna vid valen 2007 och 2011. Sambandsflokkurin vann sina mandat på bekostnad av Fólkaflokkurin, medan Høgni Hoydal från Tjóðveldi blev återvald. Det väckte stor uppmärksamhet att Joensen valdes, efter att ha fått fler personröster än partiordförande Kaj Leo Johannesen. Då Joensen slöt sig med Venstres folketingsgrupp, säkrade han det borgerliga flertalet för Anders Fogh Rasmussens regering under samma period. De övriga representanterna från Färöarna och Grönland organiserade sig i den Nordatlantiska gruppen. I likhet med denna grupp ville Joensen avstå från att rösta i frågor gällande den danska inrikespolitiken.
Han var ordförande i Folketingets färöutskott 2007-2011 som den första färöingen någonsin, och var i nästa period viceordförande. Han var också medlem av Folketingets utrikespolitiska utskott. Under 2010-2011 var han medlem av Folketingets delegation till Nordiska rådet. Tillsammans med Ny Alliance säkrade han 2008 flertalet av regeringens förslag om en intern granskning av CIA:s fångtransport via danskt luftrum och danska flygplatser.
Vid folketingsvalet 2015 förlorade Joensen sitt mandat med 166 rösters marginal.

## Utmärkelser
Joensen blev riddare av Dannebrogsorden 1995, riddare av 1:a klass 1997, och kommandör av samma orden 2005.